# خورنگ
خورنگ (به لهستانی:  Choryń) یک روستا در لهستان است که در گمینا کوشچیان واقع شده‌است. خورنگ ۴۱۵ نفر جمعیت دارد.